# Hohendubrau

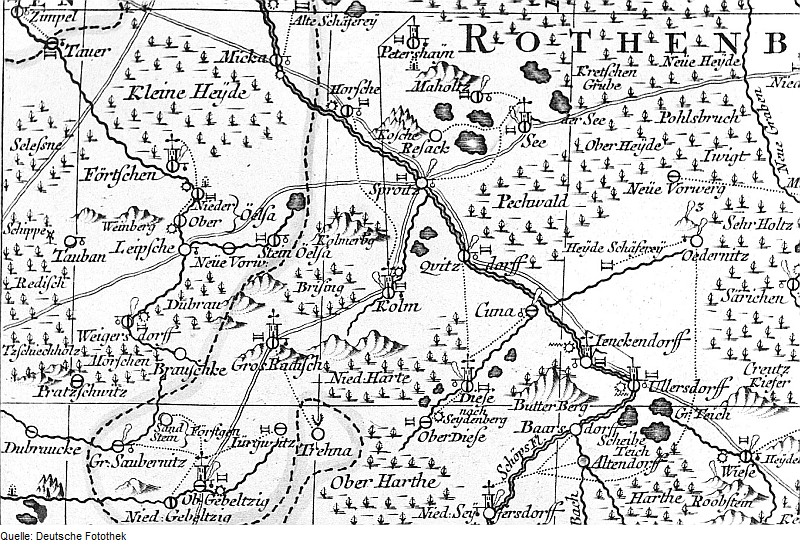
Hohendubrau-Dauban. Targeta de Oberlausitz, Schenk, 1759.

Hohendubrau (alt sòrab: Wysoka Dubrawa) és un municipi alemany que pertany a l'estat de Saxònia. Fou creat el 1995 de la unió dels municipis de Gebelzig (amb Groß Saubernitz i Sandförstgen), Groß Radisch (amb Jerchwitz i Thräna) i Weigersdorf (amb Dauban i Ober Prauske).

## Districtes
Dauban (Dubo), Gebelzig (Hbjelsk), Groß Radisch (Radšow), Groß Saubernitz (Zubornica), Jerchwitz (Jerchecy), Ober Prauske (Hornje Brusy), Sandförstgen (Borštka), Thräna (Drěnow) i Weigersdorf (Wukrančicy).